# Stalder
Stalder, abgeleitet vom häufigen Flurnamentyp Stalde(n) ‘ansteigende Stelle im Gelände, Abhang, ansteigender Weg usw.’ und damit ein Wohnstättenname für eine Person, die an oder bei einer solchen bzw. so benannten Örtlichkeit wohnhaft war, ist ein Familienname, der insbesondere in der Schweiz auftritt.

## Namensträger
- Christoph Stalder (1944–2012), Schweizer Jurist und Politiker
- Dominique Stalder (* 1978), deutscher Schriftsteller
- Elisabeth Stalder (* 1931), Schweizer Malerin und Zeichnerin
- Felix Stalder (* 1968), Schweizer Kultur- und Medienwissenschaftler
- Florian Stalder (* 1982), Schweizer Radrennfahrer
- Franz Joseph Stalder (1757–1833), Schweizer katholischer Geistlicher und Dialektologe
- Fred Stalder (* 1942), französischer Autorennfahrer und Rennstallbesitzer
- Fritz Stalder (1928–2014), Schweizer Politiker
- Gabriel Stalder (1828–1902), Schweizer Politiker
- Hans Stalder (Schriftsteller, 1921) (1921–2017), Schweizer Mundartschriftsteller
- Hans Stalder (Schriftsteller, 1944) (* 1944), Schweizer Mundartschriftsteller
- Hans Stalder (Maler) (* 1957), Schweizer Maler
- Hans Anton Stalder (1925–2011), Geologe und Mineraloge
- Hans Peter Stalder  (* 1944 oder 1945), Schweizer Journalist
- Hans Rudolf Stalder (1930–2017), Schweizer Musiker
- Hansjörg Stalder (1951–2012), Schweizer Organist, Pianist, Pädagoge und Komponist
- Heinz Stalder (* 1939), Schweizer Schriftsteller
- Helmut Stalder (* 1966), Schweizer Publizist, Historiker und Verleger
- Josef Stalder (1919–1991), Schweizer Turner
- Joseph Franz Xaver Dominik Stalder (1725–1765), Schweizer Komponist
- Kurt Stalder (1912–1996), Schweizer christkatholischer Theologe
- Lara Stalder (* 1994), Schweizer Eishockeyspielerin
- Laurent Stalder (* 1970), Schweizer Architekturhistoriker
- Marvin Stalder (1905–1982), US-amerikanischer Ruderer
- Otto Rudolf Stalder (1879–nach 1921), Schweizer Architekt
- Reese Stalder (* 1996), US-amerikanischer Tennisspieler
- Reto Stalder (* 1986), Schweizer Schauspieler und Sprecher
- Robert Stalder (1923–2013), Schweizer Philosoph und Theologe
- Rudolf Stalder (1932–2018), Schweizer Radioredaktor, Mundartautor, Regisseur, Dramaturg und Hörspielproduzent
- Sebastian Stalder (* 1998), Schweizer Biathlet
- Ursula Stalder (* 1953), Schweizer Objektkünstlerin und Illustratorin
- Willi Stadler (1903–1988), Schweizer Bildhauer
- Xaver Stalder (1868–1936), Schweizer Politiker